# Sébastien Guèze
Sébastien Guèze est un chanteur d'opéra français (ténor), né le 28 juillet 1979 à Lyon

## Biographie et carrière
Né à Lyon et originaire d'Ardèche, il étudie le chant au conservatoire de Nîmes, poursuivant en parallèle ses études universitaires à Montpellier, puis au Conservatoire national supérieur de musique de Paris qu'il termine premier nommé avec les félicitations du jury.
En 2006, il remporte le prix du public et le second prix du concours Operalia organisé par Placido Domingo.
Il se fait remarquer pour son jeu d'acteur dans son premier Rodolfo de La Bohème en 2008 à l'Opéra d'Athènes dans une mise en scène de Graham Vick. Sa carrière se poursuit et le conduit sur diverses scènes lyriques, telles que La Monnaie de Bruxelles, l'Opéra de Cologne, celui d'Amsterdam et de nombreux Opéras des régions en France, dans des rôles essentiellement lyriques comme Roméo dans Roméo et Juliette, au Concertgebouw d'Amsterdam (2008), Borso dans Rigoletto, Beppe dans Pagliacci en 2007 à Nancy, la partie ténor dans Carmina Burana à la Philharmonie de Liège en 2011, Rodolfo dans la Bohème à de multiples reprises comme à Austin en 2009, à l'Opéra de Cologne en 2010, Alfredo dans la Traviata au théâtre de La Monnaie à Bruxelles en 2012, Nadir dans Les Pêcheurs de Perles en 2013 à l'Opéra du Rhin,  le chevalier de la Force dans le Dialogue des Carmélites à l'Opéra de Lyon en 2013. En 2014, il est Jacques dans la création à Metz de l'opéra de Caroline Glory, Un Amour en guerre, sur un livret de Patrick Poivre d’Arvor, Maurizio dans Adriana Lecouvreur à Saint Étienne en 2018,.  Son Werther à l'Opéra de Massy en 2017, peine à convaincre de son adéquation aux rôles plus lourds,,, de même que son Don José dans Carmen au Grand Théâtre de Genève en 2018,.
Il participe également à la redécouverte du répertoire français peu connu où il se produit sur les scènes de province et parfois à Paris. Il interprète notamment Fabrice del Dongo dans La Chartreuse de Parme (Sauguet / Stendhal) à l'Opéra de Marseille puis Marius en alternance avec Roberto Alagna dans  Marius et Fanny, l'opéra de Vladimir Cosma ou encore Vincent dans Mireille, opéra  de Charles Gounod et Mylio dans le Roi d'Ys à Saint Étienne en 2008, le Grand-Prêtre dans Salammbô de Ernest Reyer en 2009 à l'Opéra de Marseille, Pyrrhus dans Andromaque de Gretry au Théâtres des Champs Elysées  en 2009 puis à Bruxelles, puis, l'année suivante, toujours en version concert dans la même salle, Floreski dans l'une des redécouvertes du Palazzeto Bru Zane, le très rare Lodoiska de Cherubini. Citons également l'oeuvre de Camille Saint-Saëns, Le Déluge, où il chante la partie ténor dans un enregistrement studio de la Maison de la Radio en 2006, Fritz dans La Grande Duchesse de Gerolstein d'Offenbach à Lausanne en 2011, Gontran dans Les Mousquetaires au couvent à l'Opéra Comique en 2015, Dan dans Nous sommes éternels de Pierre Bartholomée à Metz en 2018,  
Il est nommé aux Victoires de la musique classique 2009 dans la catégorie « Révélation artiste lyrique de l’année ».
Il est l'auteur d'un rapport intitulé "Génération BIOpéra", publié en 2021, défendant une stratégie écologiquement responsable pour l'opéra.

## Distinctions

### Récompenses
- Voix d'argent (première place masculine) au Tournoi de Metz en 2003
- Premier prix du Concours européen d’Arles en 2004
- Premier prix au Conservatoire national supérieur de musique et de danse de Paris avec félicitations du Jury en 2008
- Prix du public et second prix du concours Plácido Domingo-Operalia en 2008

### Nominations
- Révélation artiste lyrique de l'Adami en 2006
- Victoires de la musique classique 2009 : Révélation artiste lyrique de l’année.

## Discographie

### CD
- Lodoïska de Cherubini - Naïve Ambroisie (2013)
- Andromaque de Grétry - Glossa (2010)
- Songs - Naïve (2011)

### DVD
- Il trovatore, Chorégies d'Orange - 2006
- La Boite à musique de Jean-François Zygel - Naïve, 2007
- Le Roi d’Ys, Opéra royal de Wallonie - DVD Dynamic, 2009
- La Bohème - La Fenice, 2011
- La traviata, La Monnaie, Bruxelles - Arte Web Live, 2012
- La Bohème, Opera national de Bordeaux, 2014